# Karl Dresl
Karl Dresl (8. prosince 1887 Petrovice nad Desnou – 31. ledna 1960) byl československý politik německé národnosti a meziválečný senátor Národního shromáždění ČSR za Komunistickou stranu Československa.

## Biografie
Profesí byl sklářským dělníkem v Rapotíně. Zdejší sklárna byla v meziválečném období baštou vlivu komunistické strany a později centrem antifašistické agitace. Ještě v lednu 1939, tedy po záboru Sudet se tu odehrála krátká protestní stávka.
Od roku 1905 byl Dresl členem rakouské sociální demokracie. Po válce byl původně stoupencem levice v Německé sociálně demokratické straně dělnické v ČSR a zasedal v krajském vedení strany v Šumperku. V roce 1921 se podílel na vzniku německé sekce KSČ. V letech 1931–1936 byl členem ÚV KSČ.
V parlamentních volbách v roce 1935 získal senátorské křeslo v Národním shromáždění. V senátu setrval do října 1938, kdy jeho mandát zanikl v důsledku změn hranic Československa.
Po anexi Sudet emigroval do Velké Británie. Zde byl členem skupiny okolo Gustava Beuera. V roce 1943 se stal členem Sudetoněmeckého výboru – Zastoupení demokratických Němců z ČSR. Po válce se vrátil do Československa.